# 埼玉県第14区
埼玉県第14区（さいたまけんだい14く）は、日本の衆議院議員総選挙における選挙区。1994年（平成6年）の公職選挙法改正で設置。

## 区域

### 現在の区域
2022年（令和4年）公職選挙法改正以降の区域は以下のとおりである。八潮市と三郷市は変更されなかったが、3区から草加市が編入する一方、久喜市の旧栗橋町・旧鷲宮町域、幸手市、北葛飾郡杉戸町は13区へ移行、春日部市の旧庄和町域と吉川市、北葛飾郡松伏町は新設の16区に分区となり、当区の区域は埼玉県の東部から南東部に大きく変わった。
- 草加市
- 八潮市
- 三郷市

### 2022年以前の区域
2013年（平成25年）公職選挙法改正から2022年の小選挙区改定までの区域は以下のとおりである。
- 春日部市（旧庄和町域）
  - 水角、赤崎、飯沼、米崎、米島、東中野、新宿新田、永沼、下柳、上柳、上金崎、金崎、西金野井、大衾、神間、榎、立野、椚、小平、下吉妻、上吉妻、西宝珠花、西親野井、塚崎、倉常、芦橋、木崎[5]
- 久喜市（旧鷲宮町・栗橋町域）
- 八潮市
- 三郷市
- 幸手市
- 吉川市
- 北葛飾郡

2002年（平成14年）公職選挙法改正から2013年の小選挙区改定までの区域は以下のとおりである。
- 八潮市
- 三郷市
- 幸手市
- 吉川市
- 北葛飾郡

1994年（平成6年）公職選挙法改正から2002年の小選挙区改定までの区域は以下のとおりである。
- 八潮市
- 三郷市
- 幸手市
- 北葛飾郡

## 歴史
1996年には三ッ林幸三（元衆議院議員、行幸村長）の長男で科学技術庁長官を歴任した三ッ林弥太郎が、旧埼玉4区から続く議席を守った。
三ッ林弥太郎は2000年の第42回衆議院議員総選挙の際に引退を表明したが、後継に自身の長男である三ッ林隆志を指名したことに自由民主党埼玉県連の一部が反発。世襲に加え、開業医で全く政治経験のないことを問題視したもので、三ッ林隆志擁立反対派の中心で当時県議であった福野幸央が強行出馬し、自民分裂選挙となった。しかし、結果は三ッ林隆志が父の地盤を受け継いだ安定した選挙戦で次点を大きく引き離して初当選し、第44回まで連続で小選挙区の議席を守った。
第43回では民主党の新人中野譲が重複立候補していた比例北関東ブロックで比例復活をしたが、第44回では小泉旋風に追い落とされ、比例復活すらできずに落選した。しかし第45回では民主大勝の風に乗り、選挙区で議席を初獲得。三ッ林隆志は比例復活もならず落選。翌2010年に死去した。
第46回では、自民党は三ッ林隆志の弟で医師の三ッ林裕巳を公認。その傍ら、自民党県議だった鈴木義弘が離党・議員辞職し、日本維新の会から出馬。三ッ林裕巳は選挙区、鈴木は重複立候補していた比例北関東ブロックで、それぞれ初当選した。比例代表では、八潮市と三郷市で維新の会が自民党を上回り得票数で第1党になる現象が発生した。同様の現象は、維新の会の本拠地である近畿地方以外では福島4区（会津若松市などが選挙区域）において発生している。　
第47回では前回と同様に三ッ林裕巳が選挙区で当選し、鈴木が比例復活をした。第48回では三ッ林裕巳が鈴木らを引き離し当選し、鈴木は比例復活ができずに落選した。第49回では三ッ林裕巳が11万票以上を獲得し4期目を勝ち取った。一方で元職の鈴木は国民民主党から立候補し、比例復活して議席を獲得した。
2024年の第50回では区割り変更に伴い三ッ林裕巳が13区に移行したことにより、自民党は新たな候補者の擁立を目指したが、そこに難色を示したのは連立を組む公明党だった。公明党は、幹事長(当時)の石井啓一を比例北関東ブロックから移行する形で出馬すると発表したため、自民党との候補者調整が一時難航したものの、自民党が石井の出馬を容認する事で妥結し、自民党の候補者を擁立しないいわゆる「自民空白区」となった。代わりに自民党は、公明党の代表に就任したばかりの石井を推薦する事になった。前職の鈴木との戦いとなったが、鈴木が1万票余りの差をつけて初の小選挙区当選を果たし、当選確実と報じられた直後のインタビューで、「アリさんが象を倒した」とその喜びを語った。一方、比例区への重複立候補を辞退して出馬した石井は、第45回の太田昭宏（東京12区）以来15年ぶりに党代表の落選という結果となり、10月31日に石井は会見で公明党代表を辞任すると発表した。なお、国政政党の党首が衆院選で落選するのは、第47回の海江田万里（民主党代表・東京1区及び比例東京ブロック）以来10年ぶりという事態であった。

## 小選挙区選出議員
| 選挙名                 | 年     | 当選者       | 党派       |
| ---------------------- | ------ | ------------ | ---------- |
| 第41回衆議院議員総選挙 | 1996年 | 三ッ林弥太郎 | 自由民主党 |
| 第42回衆議院議員総選挙 | 2000年 | 三ッ林隆志   | 自由民主党 |
| 第43回衆議院議員総選挙 | 2003年 | 三ッ林隆志   | 自由民主党 |
| 第44回衆議院議員総選挙 | 2005年 | 三ッ林隆志   | 自由民主党 |
| 第45回衆議院議員総選挙 | 2009年 | 中野譲       | 民主党     |
| 第46回衆議院議員総選挙 | 2012年 | 三ッ林裕巳   | 自由民主党 |
| 第47回衆議院議員総選挙 | 2014年 | 三ッ林裕巳   | 自由民主党 |
| 第48回衆議院議員総選挙 | 2017年 | 三ッ林裕巳   | 自由民主党 |
| 第49回衆議院議員総選挙 | 2021年 | 三ッ林裕巳   | 自由民主党 |
| 第50回衆議院議員総選挙 | 2024年 | 鈴木義弘     | 国民民主党 |

## 選挙結果
時の内閣：第1次石破内閣 解散日：2024年10月9日 公示日：2024年10月15日
当日有権者数：40万192人 最終投票率：49.21%（前回比： 0.87%） （全国投票率：53.85%（2.08%））
| 当落 | 候補者名 | 年齢 | 所属党派     | 新旧 | 得票数   | 得票率 | 惜敗率 | 推薦・支持     | 重複 |
| ---- | -------- | ---- | ------------ | ---- | -------- | ------ | ------ | -------------- | ---- |
| 当   | 鈴木義弘 | 61   | 国民民主党   | 前   | 70,608票 | 37.04% | ――     |                | ○    |
|      | 石井啓一 | 66   | 公明党       | 前   | 60,249票 | 31.61% | 85.33% | 自由民主党推薦 |      |
|      | 加来武宜 | 43   | 日本維新の会 | 新   | 28,792票 | 15.10% | 40.78% |                | ◯    |
|      | 苗村京子 | 65   | 日本共産党   | 新   | 17,981票 | 9.43%  | 25.47% |                |      |
|      | 関根和也 | 44   | 無所属       | 新   | 7,486票  | 3.93%  | 10.60% |                | ×    |
|      | 高橋易資 | 68   | 日本保守党   | 新   | 5,514票  | 2.89%  | 7.81%  |                |      |

時の内閣：第1次岸田内閣 解散日：2021年10月14日 公示日：2021年10月19日
当日有権者数：44万2310人 最終投票率：50.08%（前回比：1.52%） （全国投票率：55.93%（2.25%））
| 当落 | 候補者名   | 年齢 | 所属党派   | 新旧 | 得票数    | 得票率 | 惜敗率 | 推薦・支持 | 重複 |
| ---- | ---------- | ---- | ---------- | ---- | --------- | ------ | ------ | ---------- | ---- |
| 当   | 三ッ林裕巳 | 66   | 自由民主党 | 前   | 111,262票 | 51.56% | ――     | 公明党推薦 | ○    |
| 比当 | 鈴木義弘   | 58   | 国民民主党 | 元   | 72,553票  | 33.62% | 65.21% |            | ○    |
|      | 田村勉     | 73   | 日本共産党 | 新   | 31,969票  | 14.82% | 28.73% |            |      |

時の内閣：第3次安倍第3次改造内閣 解散日：2017年9月28日 公示日：2017年10月10日
当日有権者数：43万8883人 最終投票率：48.56%（前回比：0.94%） （全国投票率：53.68%（1.02%））
| 当落 | 候補者名   | 年齢 | 所属党派     | 新旧 | 得票数   | 得票率 | 惜敗率 | 推薦・支持 | 重複 |
| ---- | ---------- | ---- | ------------ | ---- | -------- | ------ | ------ | ---------- | ---- |
| 当   | 三ッ林裕巳 | 62   | 自由民主党   | 前   | 98,443票 | 47.53% | ――     | 公明党     | ○    |
|      | 鈴木義弘   | 54   | 希望の党     | 前   | 62,733票 | 30.29% | 63.73% |            | ○    |
|      | 苗村京子   | 58   | 日本共産党   | 新   | 32,017票 | 15.46% | 32.52% |            |      |
|      | 榛野博     | 47   | 日本維新の会 | 新   | 13,926票 | 6.72%  | 14.15% |            | ○    |

時の内閣：第2次安倍改造内閣 解散日：2014年11月21日 公示日：2014年12月2日
当日有権者数：42万3816人 最終投票率：49.50%（前回比：5.40%） （全国投票率：52.66%（6.66%））
| 当落 | 候補者名   | 年齢 | 所属党派   | 新旧 | 得票数   | 得票率 | 惜敗率 | 推薦・支持 | 重複 |
| ---- | ---------- | ---- | ---------- | ---- | -------- | ------ | ------ | ---------- | ---- |
| 当   | 三ッ林裕巳 | 59   | 自由民主党 | 前   | 96,511票 | 47.56% | ――     | 公明党     | ○    |
| 比当 | 鈴木義弘   | 52   | 維新の党   | 前   | 73,320票 | 36.13% | 75.97% |            | ○    |
|      | 苗村光雄   | 58   | 日本共産党 | 新   | 33,103票 | 16.31% | 34.30% |            |      |

時の内閣：野田第3次改造内閣 解散日：2012年11月16日 公示日：2012年12月4日
当日有権者数：41万9574人 最終投票率：54.90%（前回比：9.16%） （全国投票率：59.32%（9.96%））
| 当落 | 候補者名   | 年齢 | 所属党派     | 新旧 | 得票数   | 得票率 | 惜敗率 | 推薦・支持 | 重複 |
| ---- | ---------- | ---- | ------------ | ---- | -------- | ------ | ------ | ---------- | ---- |
| 当   | 三ッ林裕巳 | 57   | 自由民主党   | 新   | 84,263票 | 37.92% | ――     | 公明党     | ○    |
| 比当 | 鈴木義弘   | 50   | 日本維新の会 | 新   | 71,949票 | 32.38% | 85.39% | みんなの党 | ○    |
|      | 中野譲     | 45   | 民主党       | 前   | 42,655票 | 19.20% | 50.62% | 国民新党   | ○    |
|      | 苗村光雄   | 56   | 日本共産党   | 新   | 20,190票 | 9.09%  | 23.96% |            |      |
|      | 大塚克雄   | 65   | 無所属       | 新   | 3,161票  | 1.42%  | 3.75%  |            | ×    |

時の内閣：麻生内閣 解散日：2009年7月21日 公示日：2009年8月18日
当日有権者数：41万1625人 最終投票率：64.06%（前回比：1.49%） （全国投票率：69.28%（1.77%））
| 当落 | 候補者名   | 年齢 | 所属党派   | 新旧 | 得票数    | 得票率 | 惜敗率 | 推薦・支持 | 重複 |
| ---- | ---------- | ---- | ---------- | ---- | --------- | ------ | ------ | ---------- | ---- |
| 当   | 中野譲     | 42   | 民主党     | 元   | 146,148票 | 57.18% | ――     |            | ○    |
|      | 三ッ林隆志 | 56   | 自由民主党 | 前   | 100,474票 | 39.31% | 68.75% |            | ○    |
|      | 谷井美穂   | 46   | 幸福実現党 | 新   | 8,993票   | 3.52%  | 6.15%  |            |      |

時の内閣：第2次小泉改造内閣 解散日：2005年8月8日 公示日：2005年8月30日
当日有権者数：39万6273人 最終投票率：62.57%（前回比：8.52%） （全国投票率：67.51%（7.65%））
| 当落 | 候補者名   | 年齢 | 所属党派   | 新旧 | 得票数    | 得票率 | 惜敗率 | 推薦・支持 | 重複 |
| ---- | ---------- | ---- | ---------- | ---- | --------- | ------ | ------ | ---------- | ---- |
| 当   | 三ッ林隆志 | 52   | 自由民主党 | 前   | 128,642票 | 53.12% | ――     |            | ○    |
|      | 中野譲     | 38   | 民主党     | 前   | 92,584票  | 38.23% | 71.97% |            | ○    |
|      | 苗村光雄   | 49   | 日本共産党 | 新   | 20,964票  | 8.66%  | 16.30% |            |      |

時の内閣：第1次小泉第2次改造内閣 解散日：2003年10月10日 公示日：2003年10月28日 最終投票率：54.05%（前回比：3.89%） （全国投票率：59.86%（2.63%））
| 当落 | 候補者名   | 年齢 | 所属党派   | 新旧 | 得票数    | 得票率 | 惜敗率 | 推薦・支持 | 重複 |
| ---- | ---------- | ---- | ---------- | ---- | --------- | ------ | ------ | ---------- | ---- |
| 当   | 三ッ林隆志 | 50   | 自由民主党 | 前   | 104,066票 | 50.25% | ――     |            | ○    |
| 比当 | 中野譲     | 36   | 民主党     | 新   | 86,826票  | 41.93% | 83.43% |            | ○    |
|      | 苗村光雄   | 47   | 日本共産党 | 新   | 16,194票  | 7.82%  | 15.56% |            |      |

時の内閣：第1次森内閣 解散日：2000年6月2日 公示日：2000年6月13日 最終投票率：57.94%（前回比：3.84%） （全国投票率：62.49%（2.84%））
| 当落 | 候補者名   | 年齢 | 所属党派   | 新旧 | 得票数   | 得票率 | 惜敗率 | 推薦・支持 | 重複 |
| ---- | ---------- | ---- | ---------- | ---- | -------- | ------ | ------ | ---------- | ---- |
| 当   | 三ッ林隆志 | 46   | 自由民主党 | 新   | 81,652票 | 37.70% | ――     |            | ○    |
|      | 長峯正之   | 65   | 民主党     | 新   | 47,305票 | 21.84% | 57.93% |            | ○    |
|      | 沢口千枝子 | 49   | 日本共産党 | 新   | 30,779票 | 14.21% | 37.70% |            |      |
|      | 山田英介   | 55   | 自由党     | 元   | 29,960票 | 13.83% | 36.69% |            | ○    |
|      | 福野幸央   | 57   | 無所属     | 新   | 25,447票 | 11.75% | 31.17% |            | ×    |
|      | 鷺富士雄   | 50   | 自由連合   | 新   | 1,464票  | 0.68%  | 1.79%  |            |      |

時の内閣：第1次橋本内閣 解散日：1996年9月27日 公示日：1996年10月8日 最終投票率：54.10% （全国投票率：59.65%（8.11%））
| 当落 | 候補者名     | 年齢 | 所属党派   | 新旧 | 得票数   | 得票率 | 惜敗率 | 推薦・支持 | 重複 |
| ---- | ------------ | ---- | ---------- | ---- | -------- | ------ | ------ | ---------- | ---- |
| 当   | 三ッ林弥太郎 | 77   | 自由民主党 | 前   | 77,260票 | 39.87% | ――     |            | ○    |
|      | 山田英介     | 51   | 新進党     | 前   | 76,121票 | 39.28% | 98.53% |            |      |
|      | 山田弘吉     | 38   | 日本共産党 | 新   | 34,718票 | 17.92% | 44.94% |            |      |
|      | 鳥海裕       | 36   | 自由連合   | 新   | 5,689票  | 2.94%  | 7.36%  |            | ○    |